# Clergé féminin au Canada sous le Régime français, 1639 à 1760
 (avril 2021).
La mise en forme du texte ne suit pas les recommandations de Wikipédia : il faut le « wikifier ».
Les points d'amélioration suivants sont les cas les plus fréquents. Le détail des points à revoir est peut-être précisé sur la page de discussion.
- Les titres sont pré-formatés par le logiciel. Ils ne sont ni en capitales, ni en gras.
- Le texte ne doit pas être écrit en capitales (les noms de famille non plus), ni en gras, ni en italique, ni en « petit »…
- Le gras n'est utilisé que pour surligner le titre de l'article dans l'introduction, une seule fois.
- L'italique est rarement utilisé : mots en langue étrangère, titres d'œuvres, noms de bateaux, etc.
- Les citations ne sont pas en italique mais en corps de texte normal. Elles sont entourées par des guillemets français : « et ».
- Les listes à puces sont à éviter, des paragraphes rédigés étant largement préférés. Les tableaux sont à réserver à la présentation de données structurées (résultats, etc.).
- Les appels de note de bas de page (petits chiffres en exposant, introduits par l'outil «  Source ») sont à placer entre la fin de phrase et le point final[comme ça].
- Les liens internes (vers d'autres articles de Wikipédia) sont à choisir avec parcimonie. Créez des liens vers des articles approfondissant le sujet. Les termes génériques sans rapport avec le sujet sont à éviter, ainsi que les répétitions de liens vers un même terme.
- Les liens externes sont à placer uniquement dans une section « Liens externes », à la fin de l'article. Ces liens sont à choisir avec parcimonie suivant les règles définies. Si un lien sert de source à l'article, son insertion dans le texte est à faire par les notes de bas de page.
- La présentation des références doit suivre les conventions bibliographiques. Il est recommandé d'utiliser les modèles {{Ouvrage}}, {{Chapitre}}, {{Article}}, {{Lien web}} et/ou {{Bibliographie}}. Le mode d'édition visuel peut mettre en forme automatiquement les références.
- Insérer une infobox (cadre d'informations à droite) n'est pas obligatoire pour parachever la mise en page.

Pour une aide détaillée, merci de consulter Aide:Wikification.
Si vous pensez que ces points ont été résolus, vous pouvez retirer ce bandeau et améliorer la mise en forme d'un autre article.
Le clergé féminin en Nouvelle-France sous le Régime français, soit de 1639 à 1760, correspond aux communautés religieuses de femmes établies sur les territoires coloniaux français d'Amérique du Nord. Ces communautés féminines étaient régies par l'évêque, ainsi qu'appuyées par l'Église et l'État. Ces dernières assumaient des rôles associés à l'éducation des jeunes filles, à l'hospitalisation et à la charité envers les groupes marginalisés de la population. Sous le Régime français, le clergé féminin se divisait en deux groupes, soit le clergé régulier qui comprenait les religieuses qui étaient cloîtrées et soumises aux vœux solennels de pauvreté, d'obéissance et de chasteté  (Les Ursulines, Les Hospitalières de la Miséricorde de Jésus et les Hospitalières de Saint-Joseph); ainsi que le clergé séculier, qui rassemblait les communautés de femmes qui n'appartenaient pas à un ordre cloîtré, donc vivaient au sein de la communauté, mais qui étaient également soumises aux vœux solennels (Les Sœurs de la Congrégation de Notre-Dame et les Sœurs de la Charité de l'Hôpital général de Montréal) .

## L'arrivée des religieuses en Nouvelle-France

### Contexte de propagation de la foi en Europe

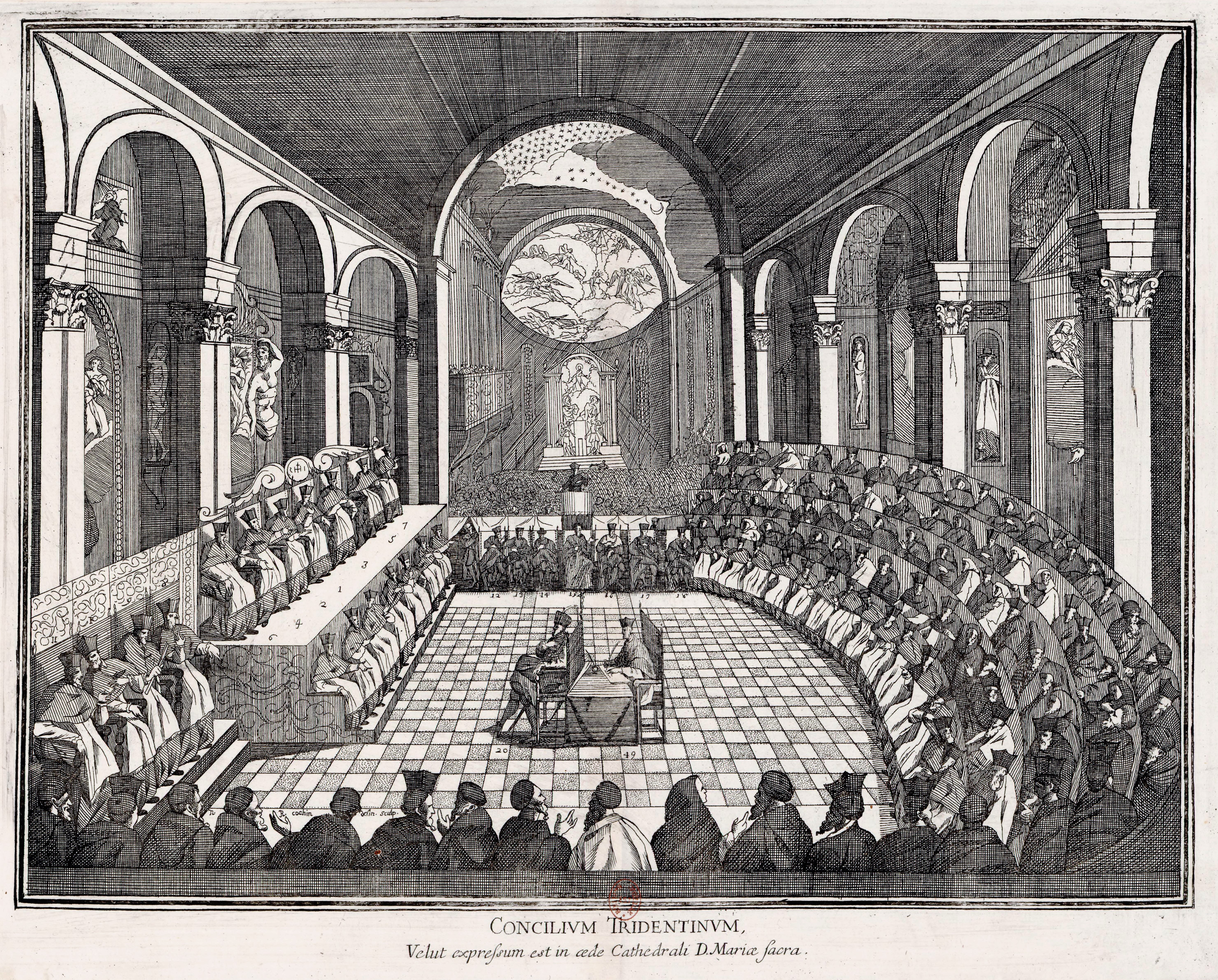
Portrait du Concile de Trente

La période de colonisation de la Nouvelle-France coïncide avec un phénomène de désir effervescent de propagation de la foi catholique en Europe. En effet, au XVIe siècle, le Concile de Trente et la Contre-Réforme encouragent de nombreuses communautés au service de l'Église catholique à convertir les non-catholiques. La vallée du Saint-Laurent représente donc une terre rêvée d'évangélisation. Le supérieur des Jésuites de la mission de Québec, le Père Paul Le Jeune, insiste sur l'importance d'enseigner la foi catholique aux Autochtones. C'est ainsi qu'en mai 1639, le navire Le Saint-Joseph quitte le port de Dieppe vers la Nouvelle-France. Parmi les membres de ce voyage, il y a les six premières religieuses qui mirent le pied en Amérique du Nord. En effet, trois Ursulines (les mères Marie de l'Incarnation, Marie de Saint-Joseph et Cécile de Sainte-Croix), ainsi que trois Hospitalières de la Miséricorde de Jésus (les mères Marie Guenet de Saint-Ignace, Anne Lecointre de Saint-Bernard et Marie Forestier de Saint-Bonaventure-de-Jésus) quittent l'Europe pour le Nouveau Monde.

### L'arrivée des religieuses en 1639

La France apportant la foi aux Hurons de Nouvelle-France

La traversée de l'Atlantique ayant duré un peu plus de deux mois, le navire accoste enfin à Tadoussac vers la fin du mois de juillet 1639. Après un deuxième trajet par bateau de pêche, les Ursulines et les Hospitalières arrivent ainsi à Québec le 1er août. Elles obtiennent un accueil chaleureux accompagné de feux de joie et de coup de canon. L'entièreté de la population de l'époque les attend en basse-ville, soit environ 250 personnes incluant les militaires et le gouverneur. Le faible nombre d'habitants démontre d'ailleurs qu'au départ, les communautés religieuses de femmes venaient avant tout s'installer à Québec dans le but d'évangéliser les jeunes Autochtones. Ce n'est que plus tard qu'elles élargirent leurs services offerts à la population.

## Les Ursulines

Église Sainte-Afre de Brescia

Cette communauté fut fondée dans la région de Brescia en Italie en 1536 par Angèle Merici. À l'origine, il s'agissait de l'ordre de Sainte-Ursule réunissant quelques religieuses à l'église Sainte-Afre de Brescia ayant pour mission d'offrir une éducation aux jeunes filles. L'ordre des Ursulines s'est rapidement répandu en Europe en raison d'une forte demande des services offerts par cette nouvelle institution; si bien qu'à la fin du XVIIe siècle, un total de 350 monastères et de 9000 religieuses opéraient à l'éducation de plus de 100 000 jeunes filles. À la suite du concile de Trente (1545-1563), le cloître fut instauré pour la majorité des communautés féminines, notamment dans le but de protéger ces dernières des tentations extérieures. C'est ainsi que les autorités ecclésiastiques prirent le contrôle des couvents féminins. Les Ursulines furent donc soumises à la clôture, qui les confinaient à l'intérieur de leur couvent afin de vivre à l'écart de la société; ce fut également le cas des couvents établis dans les colonies françaises .

### Les Ursulines de Québec

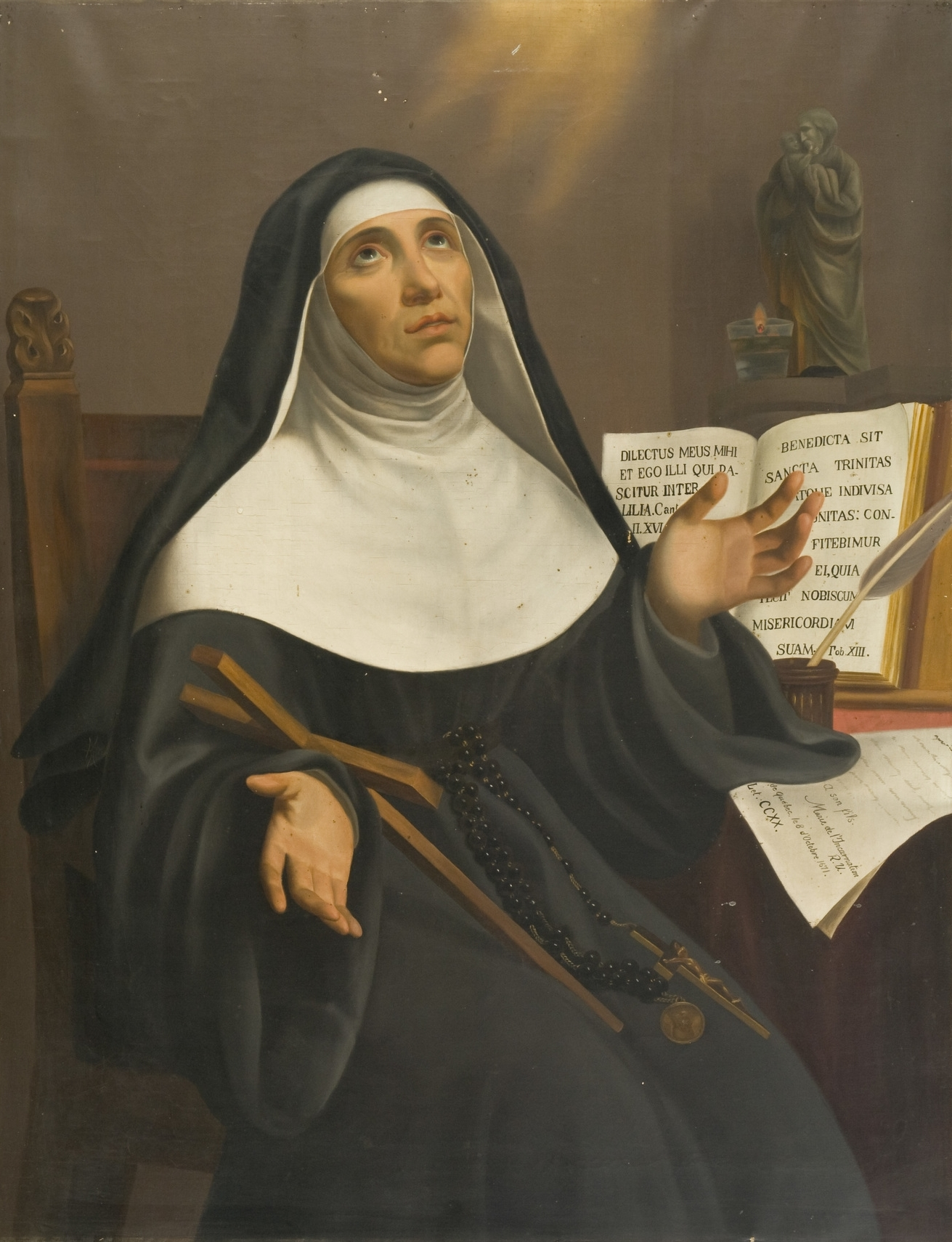
Tableau de Marie de l'Incarnation

#### Marie Guyard, dite de l'Incarnation
Marie Guyard est née à Tours le 28 octobre 1599 et est décédée à Québec le 30 avril 1672. Cette figure religieuse est connue pour avoir fondé le couvent des Ursulines de Québec en 1639. Veuve et mère d'un fils de 6 mois à l'âge de 19 ans, Marie Guyard se tourne vers une carrière religieuse en rejoignant le monastère des Ursulines de Tours 13 ans plus tard, soit en 1631. Elle aurait eu une révélation en 1635 qu'elle décrit comme étant une vision de Dieu lui demandant de se rendre au Canada afin d'y établir un monastère visant à évangéliser les jeunes autochtones. C'est ainsi qu'elle et deux religieuses de son ordre quittent l'Europe le 4 mai 1639 afin de fonder le monastère des Ursulines de Québec en Nouvelle-France. Elle s'impliquera toute sa vie à l'éducation des jeunes filles et à l'évangélisation des petites autochtones, tout en administrant son couvent.

#### Fondation du couvent

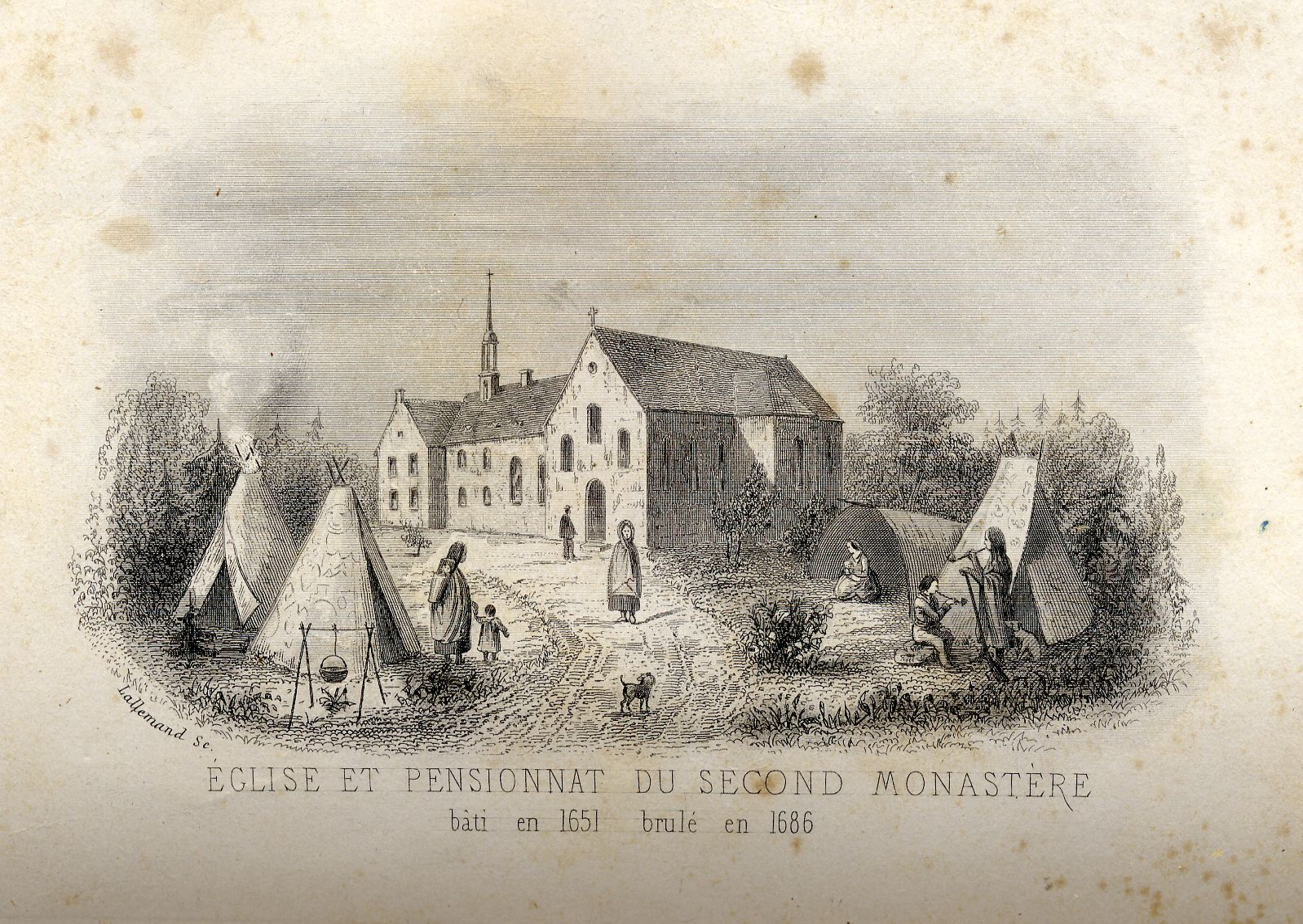
Second monastère des Ursulines de Québec

Au printemps 1641, soit deux ans après l'arrivée des religieuses en Nouvelle-France, la construction du monastère débute avec l'aide financière de Madame de La Peltrie. Les Ursulines y emménagent officiellement en septembre 1642, alors qu'il n'est pas tout à fait achevé. Ce dernier est installé en haute ville et mesure environ 92 pieds de longueur sur 28 pieds de largeur. Le délai de construction permit aux religieuses d'étudier la langue algonquienne et la langue huronne. De plus, elles ont également l'occasion de passer un acte de fusion et d'accord qui implique l'accord du port de l'habit des Ursulines de Bordeaux: «Les sœurs seront habillées de robes noires, le plus modestement qu'il sera possible et sans aucune superfluité, ou bienséance mondaine. L'habit sera modestement long, en sorte qu'on ne voit point les pieds». De 1642 à 1650, le pensionnat peut accueillir de 18 à 20 jeunes filles. La famille des pensionnaires paie les religieuses en corde de bois de chauffage, pots de beurre, cochon ou en barils de pois, puisque l'argent était limité.
Dans la nuit du 30 décembre 1650, le monastère prend feu et en moins d'une heure, le bâtiment est détruit. Les Ursulines doivent donc recommencer à neuf en bâtissant un nouveau couvent sur les fondations du premier. Financée par les pères jésuites et le gouverneur, la construction débute au printemps 1651 et se termine en mai 1652. Dix-huit mois après l'incendie, le nouveau pensionnat de 92 pieds de longueur et de 108 pieds de largeur ouvre ses portes. Seulement quatre ans après la fondation du second monastère, la demeure n'est plus assez grande pour loger toutes les pensionnaires.

### Les Ursulines de Trois-Rivières

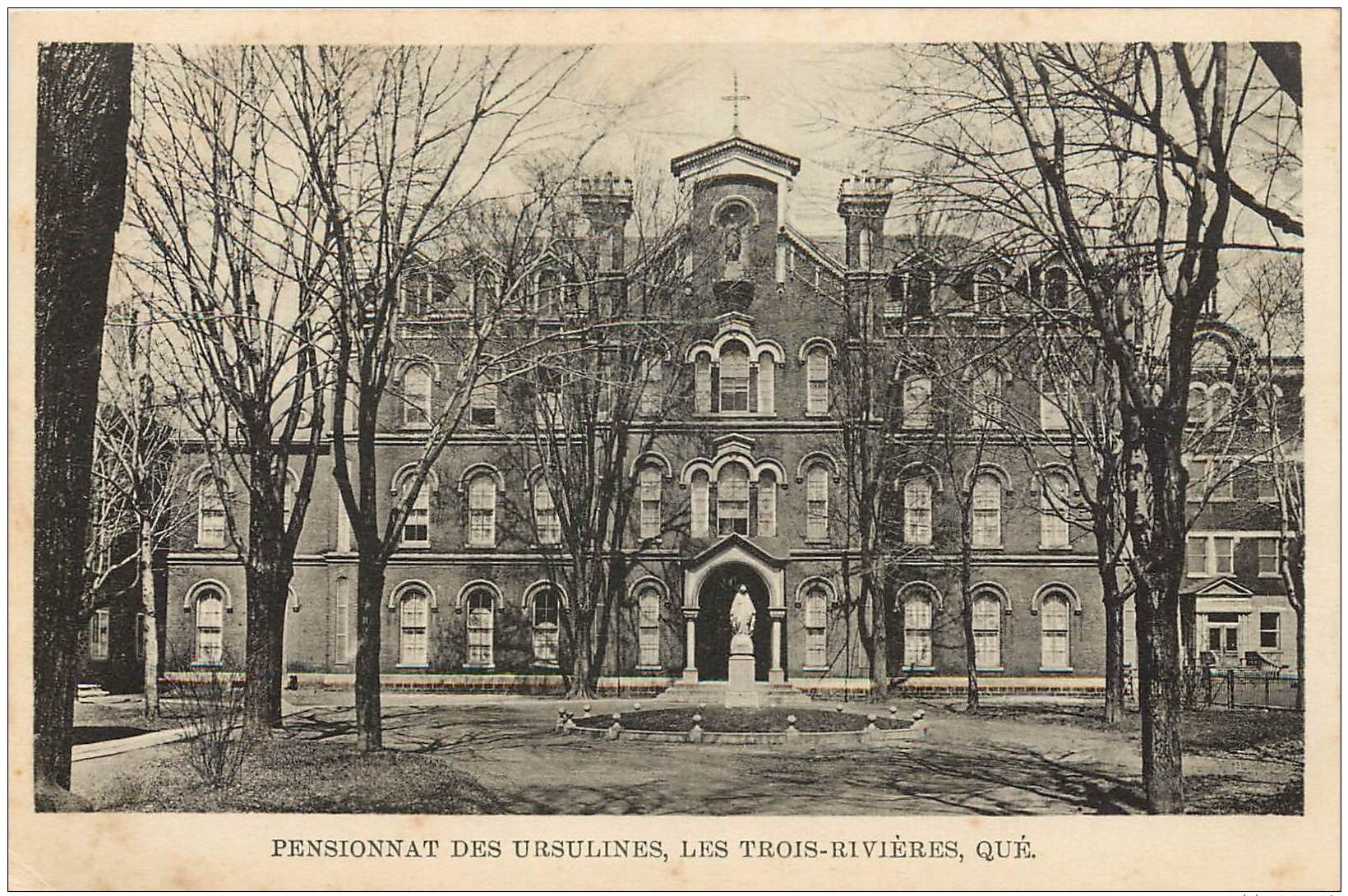
Pensionnat des Ursulines: Les Trois-Rivières

#### Fondation du couvent
En octobre 1697, cinq Ursulines quittent Québec, afin de bâtir un pensionnat et un hôpital dans la petite commune fortifiée de Trois-Rivières pour répondre à la requête de l'évêque de Québec, Monseigneur de Saint-Vallier. C'est ainsi que mère Marie-de-Jésus (mère supérieure de ce nouvel établissement), sœur Sainte-Cécile, sœur Saint-Anne, sœur Marie-Madelaine-de-la-Conception et sœur Saint-Michel débarquent deux jours plus tard dans ce petit bourg de trente-deux maisons. À cette époque, Trois-Rivières servait d'abord de lieu de rassemblement pour les coureurs des bois et les interprètes ce qui explique le faible nombre d'habitants permanents. Les citoyens de Trois-Rivières ainsi que l'évêque estiment tout de même qu'il était nécessaire d'instruire les jeunes filles. Cependant, comme il y avait peu d'enfants dans la colonie, les services de soins aux malades sont offerts dans la même bâtisse, afin de maximiser le travail des religieuses.
En 1700, les Ursulines de Trois-Rivières s'établissent dans leur nouveau couvent. Il s'agissait d'une propriété de 15,2 mètres sur environ 9 mètres acquise par Monseigneur de Saint-Vallier. En 1702, le roi de France accepte la permanence des Ursulines de Trois-Rivières, ce qui s'accompagne également de la séparation officielle d'avec le monastère de Québec . Il faudra cependant attendre jusqu'en 1732 pour atteindre une autonomie entière, puisque c'est à partir de cette date que le monastère élit la supérieure et les officières, qui étaient auparavant nommées par l'évêque . En 1715, le couvent s'agrandit avec la construction d'une chapelle et d'un petit hôpital. Ce dernier n'était pas simplement destiné à offrir des soins aux étudiantes, mais à l'entièreté de la communauté, y compris les groupes marginalisés. Au départ, les Ursulines avaient pour mandat de s'occuper de l'hôpital pour une période de deux à trois ans, le temps qu'une communauté hospitalière s'établisse. Cependant, les Ursulines de Trois-Rivières ont répondu au mandat jusqu'en 1886 .

### Hiérarchie et organisation
Tout comme en Europe, les communautés ursulines installées en Nouvelle-France étaient organisées selon un modèle hiérarchique et une organisation bien établie. D'abord, les pensionnaires étaient divisés en quatre groupes séparés selon l'âge des jeunes filles. Ces derniers étaient dirigés par une maîtresse principale assistée d'une seconde maîtresse, afin que les élèves d'une division soient toujours accompagnées. Il y avait également des religieuses qui assuraient les tâches liées à l'éducation spirituelle, ménagère et artistique. Certaines s'occupaient également de la cafétéria, de la chapelle et de l'infirmerie. L'ensemble des Ursulines d'un pensionnat étaient sous le commandement d'une maîtresse générale, également appelée la mère supérieure; cette dernière était également aidée d'une directrice du demi-pensionnat. Elles étaient toutes deux sous le contrôle de l'évêque, puisque les communautés religieuses féminines étaient régies par le clergé masculin autant en Europe qu'en Nouvelle-France.

## Les Hospitalières de la Miséricorde de Jésus

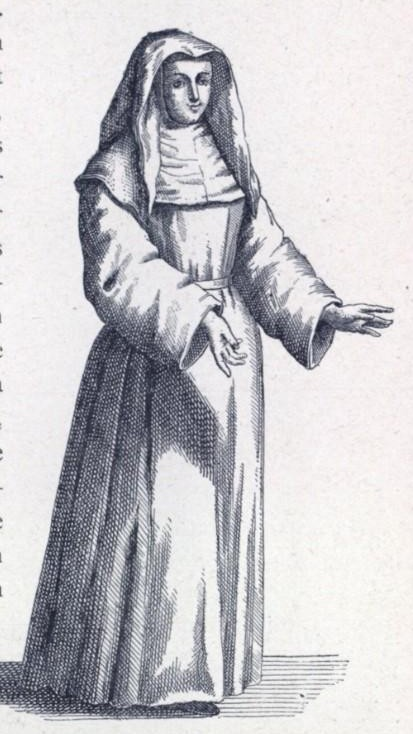
Habit des Augustines

Il s'agit d'une communauté religieuse de femmes fondée en 1652 à Dieppe, en Europe. Tout comme les Ursulines, les Augustines sont également une communauté cloîtrée et soumise aux vœux solennels de pauvreté, de chasteté, et d'obéissance. Au départ, ces religieuses étaient appelées les Filles de la Miséricorde et se dévouaient à offrir des services de soins aux malades à l'Hôtel-Dieu de Dieppe. Ces services étaient offerts à tous les groupes sociaux de la population et étaient gratuits. La communauté est davantage conforme aux saints Canons et aux décrets du Concile de Trente vers la seconde moitié du XVIIe siècle. C'est d'ailleurs en 1665 que le Pape Alexandre VII reconnait cette institution comme une véritable communauté de religieuses. Elles changent ainsi de titre pour les Religieuses hospitalières de la Miséricorde de Jésus et prennent l'habit blanc des Chanoinesses de Saint Augustin. Cette communauté s'est rapidement développée en Europe et dans les colonies françaises, notamment pour les services offerts gratuitement à la population, mais également en raison de leur mission d'enseigner et de convertir les patients au catholicisme .

### L'Hôtel-Dieu de Québec

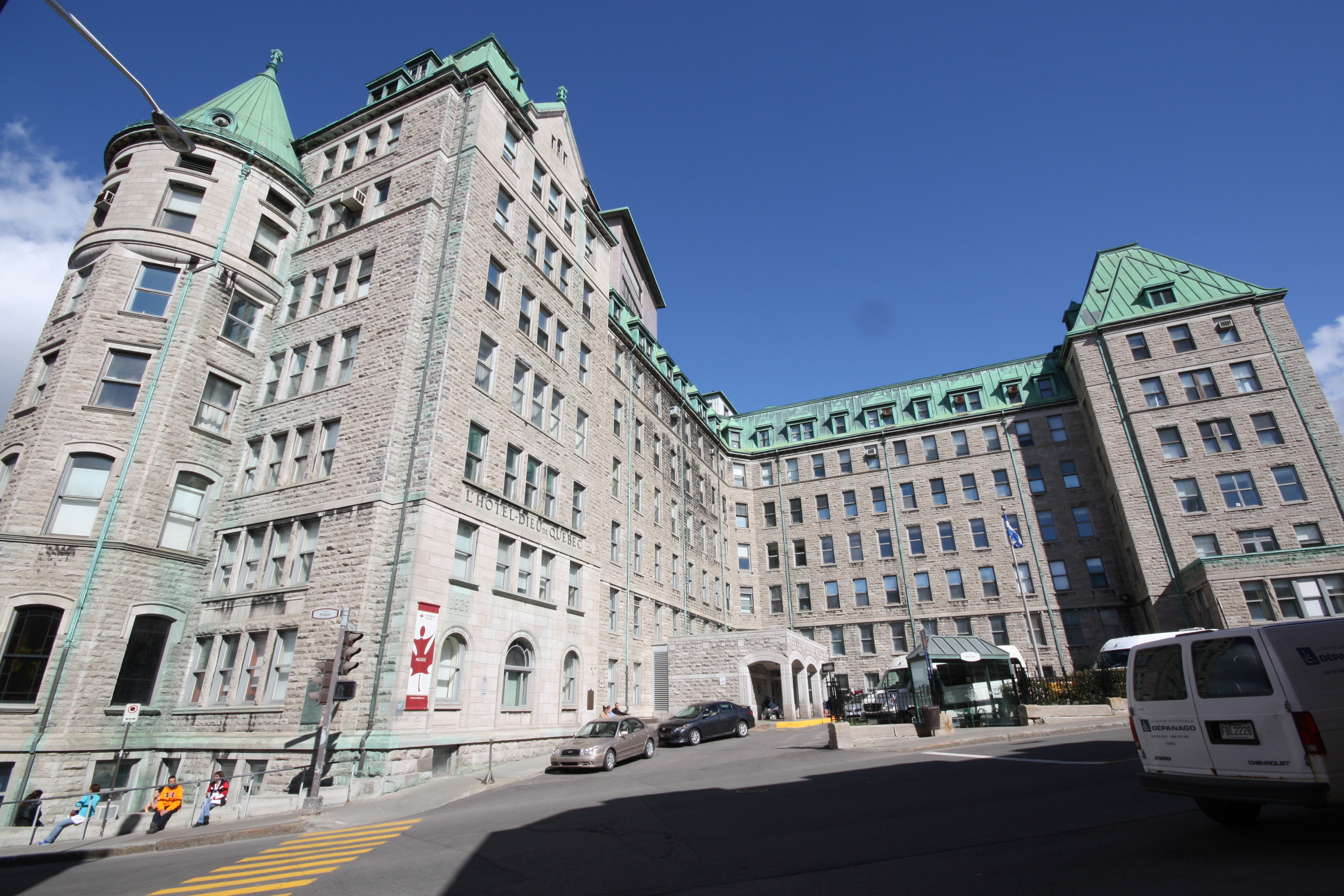
Hôtel-Dieu de Québec

#### Fondation de l'Hôpital et développement
L'Hôtel-Dieu de Québec, qui fut fondé en 1639 par la duchesse d'Aiguillon, est le premier hôpital d'Amérique. L'hôpital devait d'abord servir d'outil au service de la foi, par les services offerts au «salut des âmes des autochtones» . En effet, le Père le Jeune fit appel aux Augustines de Dieppe, afin qu'elles viennent s'établir en Nouvelle-France pour soigner la communauté, notamment les autochtones et du même fait, les convertir au catholicisme. C'est ainsi que les religieuses débarquent en Amérique du Nord en 1639. Elles sont alors logées dans une petite maison située en haute ville, bâtie par la compagnie des Cents-Associés en attendant la construction de leur couvent. Les premières années au Nouveau-Monde sont marquées de nombreuses épreuves pour les Augustines, notamment en raison d'une importante épidémie de petite vérole qui perdure jusqu'au début du XVIIIe siècle. En juillet 1640, la construction d'un monastère situé à Sillery débute, afin de soigner les autochtones qui y habitent. Cependant, les menaces iroquoises qui se déplacent progressivement vers ce monastère encouragent l'établissement de l'hôpital à Québec. Les Augustines se voient dans l'obligation de retourner à Québec en 1644, alors que la construction de l'hôpital n'est pas achevée. Elles aident à le bâtir, afin d'accélérer le processus et c'est ainsi qu'en 1646 le corps principal de l'hôpital est bâti. En 1658, un agrandissement de l'hôpital et de l'église s'impose en raison d'un trop grand nombre de patients. La mission originale des augustines, soit d'évangéliser les autochtones, balance progressivement vers un rôle uniquement destiné à soigner la communauté à partir de 1644. En effet, l'augmentation de la population, l'arrivée des soldats du régiment Carignan-Salières touchés par la fièvre, ainsi que les nombreux conflits entraînement les Augustines à s'investir uniquement aux soins de santé.

#### Capacité, admission et mortalité
De 1672 à 1760, l'Hôtel-Dieu conserve son aspect à la suite de plusieurs agrandissements, dont une deuxième salle principale. L'une est destinée aux patients masculins et l'autre aux patients féminins, contenant chacune une vingtaine de lits, mais l'hôpital en possédait une cinquantaine au besoin. Il n'était pas rare que l'Hôpital dépasse sa quantité de patients, notamment lors des épidémies et conflits. « L'Hôtel-Dieu servait d'ailleurs :  d'Hôpital civil et militaire sur un territoire en développement où les escarmouches sont nombreuses. L'Hôtel-Dieu devait répondre à des besoins immédiats. Aussi la clientèle des militaires blessés ou malades à leur arrivée dans la colonie est importante ».
En outre, le taux de mortalité est davantage élevé chez les hommes que les femmes, en raison de la difficulté à soigner les blessures, notamment celles des militaires et des matelots. Pour ce qui est de l'admission, l'Hôpital accueillait des malades provenant de tous les groupes sociaux. Cependant, le facteur économique vient tout de même influencer les individus qui y ont recours, puisque le malade était logé, nourri et soigné gratuitement . L'important roulement de l'Hôtel-Dieu, ainsi que le nombre élevé d'itinérants dans la colonie influence la construction d'un deuxième hôpital, cette fois destinée aux groupes marginalisés de la population.

### L'Hôpital général de Québec

#### Fondation de l'hôpital et développement

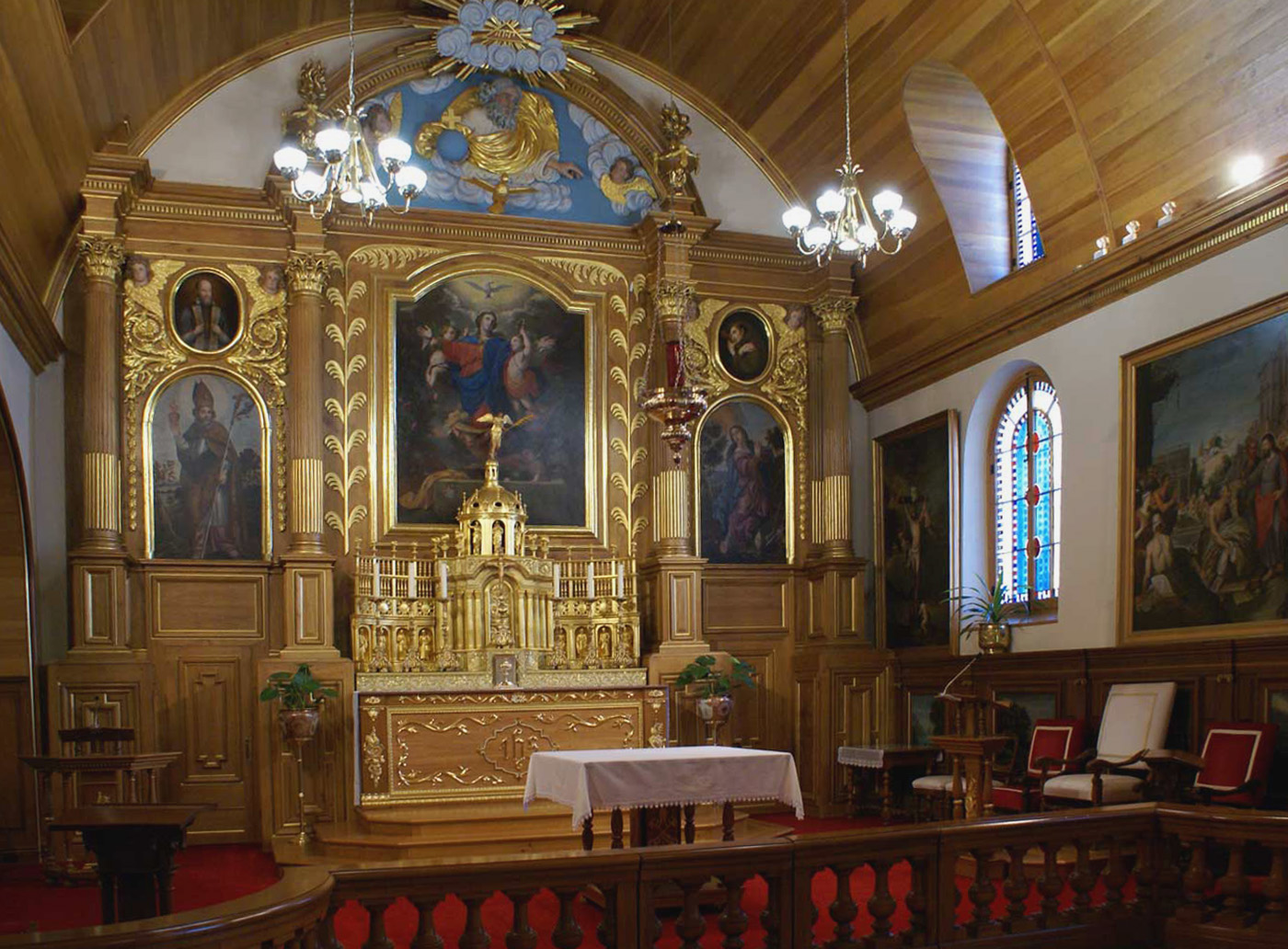
Église Notre-Dame-des-Anges. Hôpital général de Québec à Notre-Dame-des-Anges

C'est en 1688 que Monseigneur de Saint-Vallier commence les démarches de mise en place d'un hôpital destiné aux individus ne pouvant vivre par eux-mêmes, tels que les handicapés, les orphelins, les vieillards et les pauvres. C'est ainsi qu'il fait l'acquisition d'une bâtisse située en haute ville qui était déjà utilisée pour accueillir les démunis. Il s'agit du couvent de Notre-Dame-des-Anges qui se trouvait à être une propriété des Récollets. L'objectif de cette œuvre étant de diminuer le problème de mendicité à Québec, les patients seraient chargés de tâches particulières selon leurs capacités. Ils s'y installent officiellement en octobre 1692, alors que les Sœurs de la Congrégation de Notre-Dame assurent le bon fonctionnement de cette démarche jusqu'en 1693. En effet, en janvier 1693, le contrat de fondation est officiellement signé par l'évêque, l'intendant, ainsi que par les administrateurs de l'Hôtel-Dieu de Québec. Le contrat, qui stipule que: «l'Hôpital Général sera toujours et en tout dépendant de l'Hôtel-Dieu dont il est une succursale» est également approuvé par la cour de France. Cela implique également que la mère supérieure de l'Hôpital général sera sous le contrôle de la supérieure de l'Hôtel-Dieu. Quatre Augustines de l'Hôtel-Dieu sont donc transférées à l'Hôpital général, mais demeurent tout de même dépendantes de leur ancien monastère. C'est le cas jusqu'en 1701, lorsque l'Hôpital général obtient son autonomie par la séparation des deux institutions religieuses . C'est ainsi que les religieuses qui y travaillent conserveront leur autonomie et respecteront le cloître et leurs vœux solennels tout au long du régime français.

## Les Hospitalières de Saint-Joseph

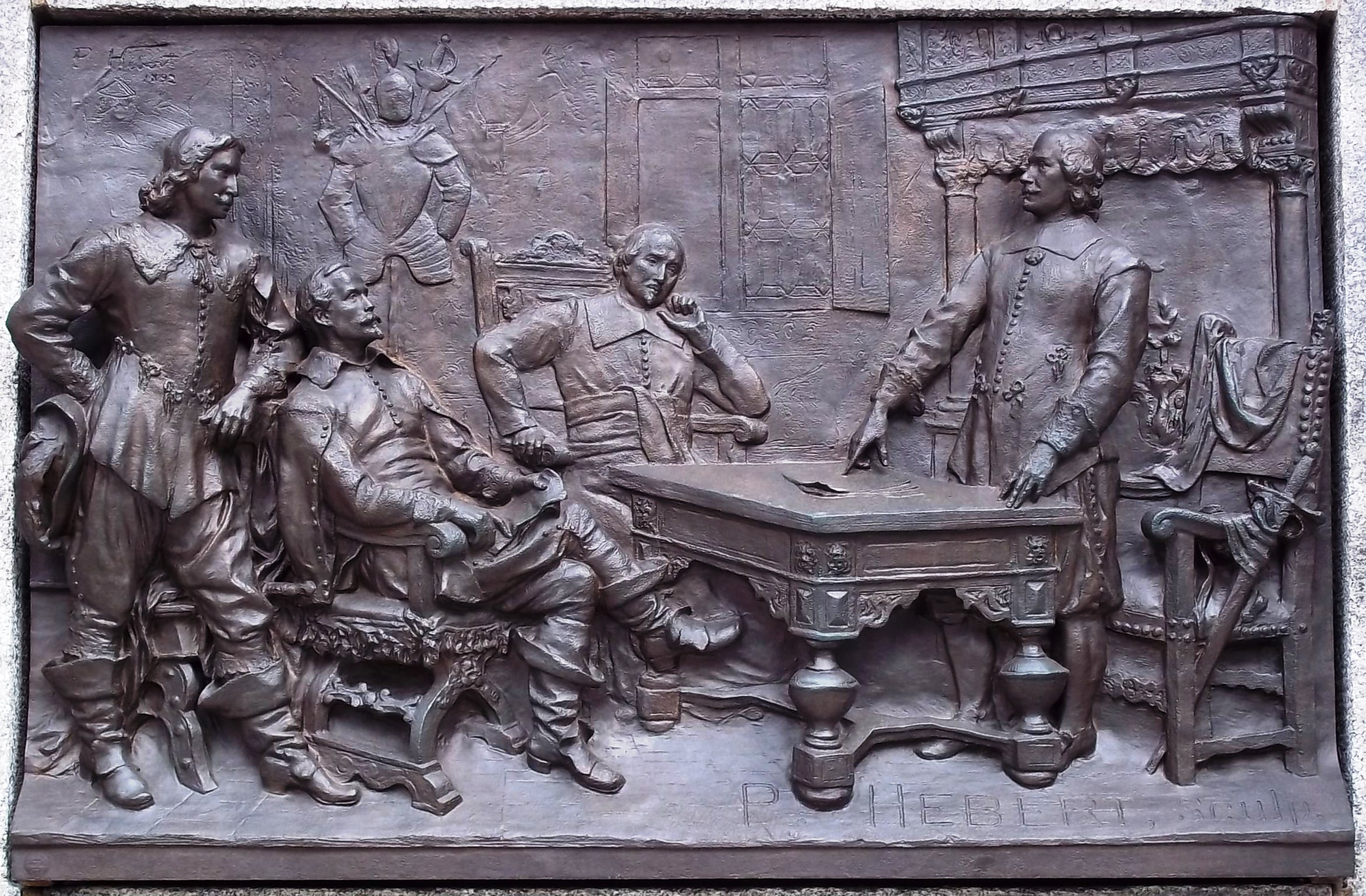
Acte de fondation de Ville-Marie

Cette congrégation religieuse de femme fut fondée en par Jérôme Le Royer de la Dauversière et Marie de la Ferre. En 1630, ces derniers auraient eu une révélation de Dieu, qui leur aurait demandé de fonder un établissement destiné à une Congrégation d'Hospitalières de Saint-Joseph situé à La Flèche, dans le but de transférer les religieuses en Amérique du Nord et d'ainsi implanter définitivement le catholicisme à Montréal . C'est ainsi que le 18 mai 1636, la Congrégation est fondée et établie à la chapelle Saint-Joseph. Comme les Hospitalières de la Miséricorde de Jésus et les Ursulines, les religieuses de cet ordre vivent dans le cloître et sont soumises aux vœux solennels de pauvreté, de chasteté, et d'obéissance. C'est en 1659 que les trois premières Hospitalières de Saint-Joseph débarquent en Nouvelle-France .

### L'Hôtel-Dieu de Montréal

#### Jeanne Mance

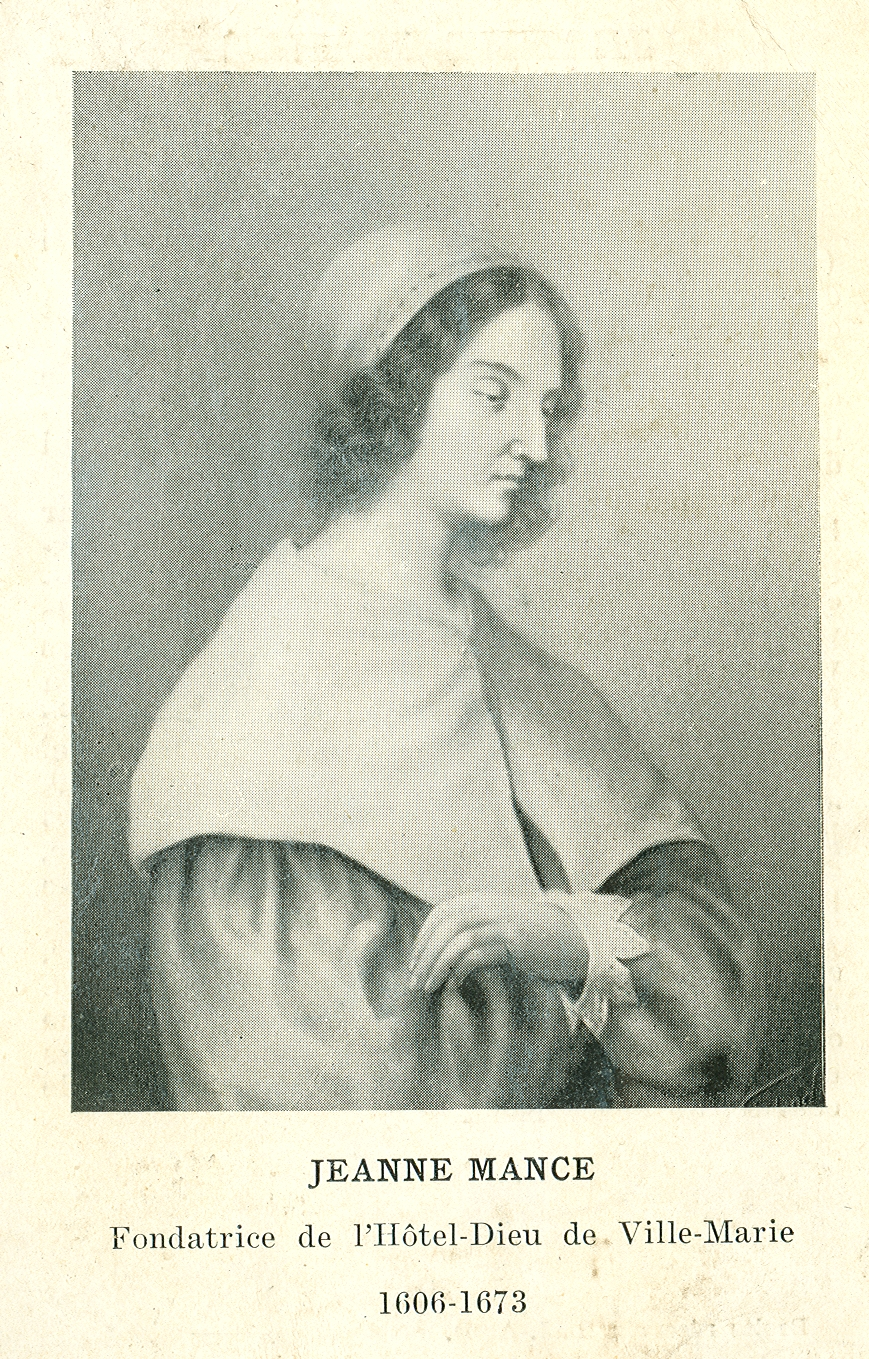
Jeanne Mance, fondatrice de l'Hôtel-Dieu de Ville-Marie

Jeanne Mance est née le 12 novembre 1606 dans le nord de Langres en Europe et est décédée le 18 juin 1673 à Montréal. Il faut spécifier que cette personnalité historique ne faisait pas partie d'une communauté religieuse, mais elle est reconnue pour avoir co-fondé Montréal, auparavant appelée Ville-Marie, et pour avoir fondé son Hôtel-Dieu. Elle découvre son talent de soignante dans sa terre natale, lorsqu'elle soigne sa communauté  touchée par la guerre de Trente Ans, ainsi que la peste. Elle entend parler du mouvement missionnaire qui se développe en Amérique du Nord et s'y intéresse grandement. C'est ainsi qu'elle et Jérôme Le Royer de La Dauversière fondent en 1640 le projet de la Société de Notre-Dame de Montréal, qui vise à fonder une colonie sur cette île dans le but de sédentariser et d'évangéliser les Autochtones. Elle quitte donc l'Europe le 9 mai 1641 et arrive à Québec le 8 août de cette même année. C'est le 17 mai 1642 qu'elle débarque sur l'île, accompagnée d'une cinquantaine de colons. La construction de son hôtel-Dieu est officiellement achevée le 8 octobre 1645. Elle s'impliquera toute sa vie au bon fonctionnement de l'Hôtel-Dieu de Montréal, ainsi qu'au développement de Ville-Marie .

#### Fondation de l'Hôpital
Jeanne Mance fut d'abord financée par Madame Claude de Bullion qui lui offre un fond de 42 000 livres pour la fondation et l'entretien du premier hôpital de Montréal, à la condition que Jeanne Mance en soit l'administratrice. Entre le moment de son arrivée à Ville-Marie et à la construction de l'Hôtel-Dieu de Montréal (1642-1645), Jeanne Mance soignait les malades et les blessés dans une petite bâtisse provisoire, mais elle devint rapidement insuffisante pour recevoir tous les patients. Le 8 octobre 1645 marque la fin de la construction de l'Hôtel-Dieu de Montréal. Cette bâtisse en pierre mesurait alors soixante pieds de long sur vingt-quatre pieds de large et détenait cinq pièces principales:  une cuisine, une chambre pour Jeanne Mance, une chambre pour les autres servantes et une pour les malades. L'hôpital est ensuite agrandi en 1657 pour accueillir les prêtres de Saint-Sulpice, puisque leur séminaire est en construction. Cet agrandissement sert, par la suite, à loger les premières hospitalières .

#### L'arrivée des Hospitalières de Saint-Joseph
Il était entendu avec Jérôme Le Royer de la Dauversière que certaines Hospitalières de Saint-Joseph viendraient s'établir à Ville-Marie afin d'œuvrer à l'Hôtel-Dieu. Cependant, ces dernières rencontrent quelques difficultés à quitter l'Europe pour le Canada, entre autres, en raison de l'absence d'un évêque en Nouvelle-France . De plus, Monsieur de Queylus, supérieur des Sulpiciens à Montréal et détenteur des pouvoirs de vicaire, tente de confier l'Hôpital de Montréal aux Hospitalières de Québec. Ce dernier est également appuyé par Monseigneur de Laval, puisqu'à cette époque, la congrégation des Hospitalières de Saint-Joseph n'était pas officiellement considérée comme un ordre religieux. En effet, elle ne détenait pas l'approbation de Rome, n'était pas soumise au cloître ni aux vœux solennels. En 1659, Monseigneur de la Dauversière parvient à obtenir, du nouvel évêque d'Angers, un accord pour que trois religieuses de sa congrégation quittent pour Montréal. C'est en 1666 que les membres de la congrégation de Saint-Joseph sont déclarés comme religieuses. Elles sont désormais soumises au cloître et aux vœux solennels. Les Hospitalières de l'Hôtel-Dieu de Montréal vivent donc cloîtrées et soignent la population de Ville-Marie tout au long du Régime français .

## Les Sœurs de la Congrégation de Notre-Dame
Il s'agit d'une communauté religieuse de femmes qui fut fondée en 1628 dans la ville de Troyes. Les Congrégantines, membres de la Congrégation de Notre-Dame, avaient pour mission d'offrir une éducation gratuite aux jeunes filles. Pour ce faire, elles se déplaçaient dans la ville où il y avait des besoins d'éducation. Cette communauté est considérée comme étant séculière, puisque ses membres ne sont pas cloîtrées dans un monastère. En effet, les religieuses prononcent les vœux solennels de pauvreté, d'obéissance et de chasteté, mais vivent au sein de la communauté et se déplacent pour offrir des services à la population. Cette communauté s'est rapidement développée en Europe en raison d'une forte demande des services qu'elles offraient .

### Marguerite Bourgeoys

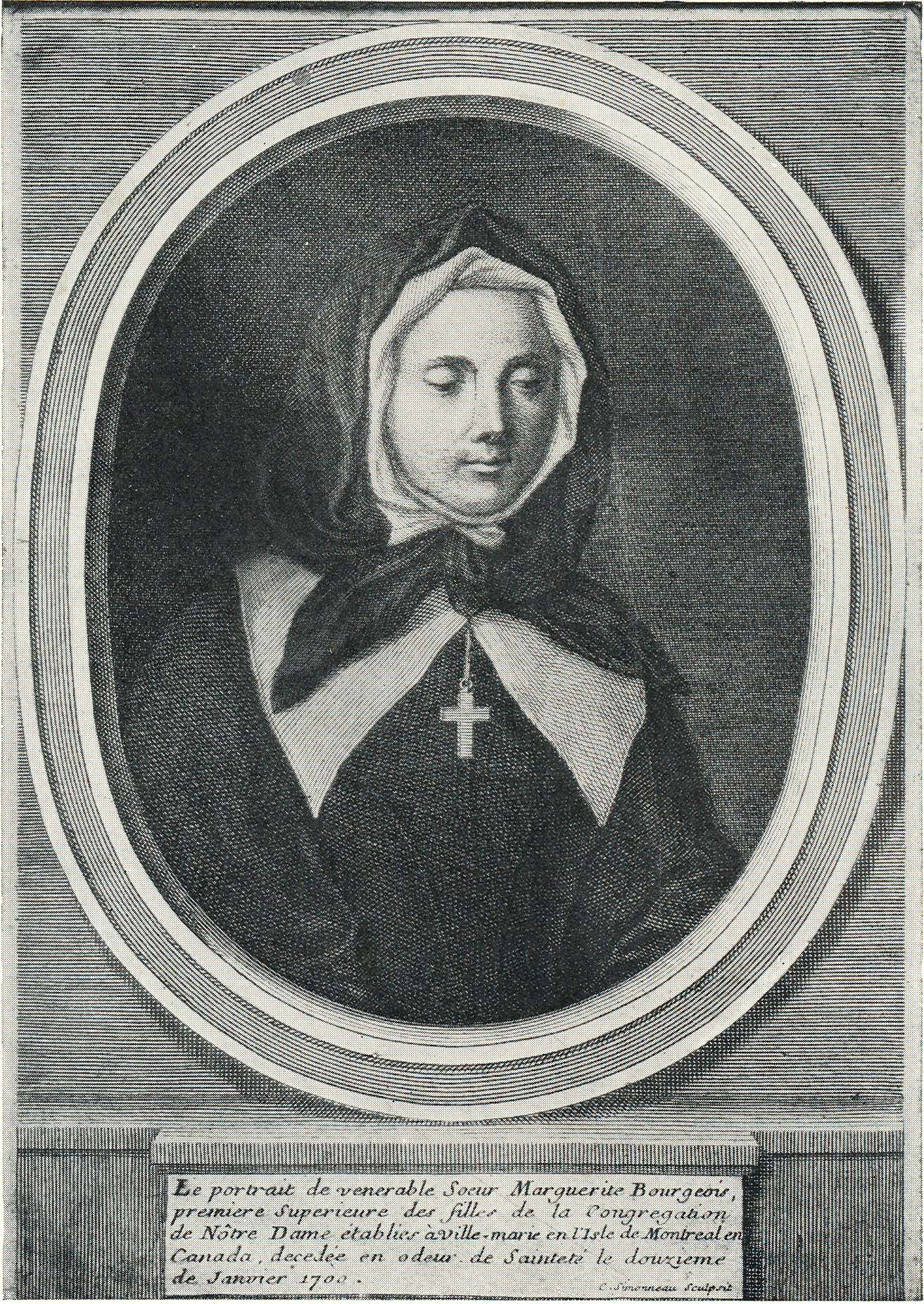
Portrait de Marguerite Bourgeoys

Marguerite Bourgeoys est née à Troyes le 17 avril 1620 et décède à Montréal le 12 janvier 1700. Il s'agit d'une personnalité historique fort importante, puisqu'elle est la fondatrice de Congrégation de Notre-Dame à Ville-Marie, qui est responsable de l'ouverture de la première école à Montréal. En 1640, elle rejoint la Congrégation de Notre-Dame de Troyes et porte déjà un grand intérêt envers la mission d'évangélisation au Canada. À son arrivée à Ville-Marie en 1653, il n'y avait pas de jeunes filles d'âge scolaire dans la colonie, elle dut donc attendre en 1658 avant de commencer sa carrière d'enseignante. Entre-temps, elle œuvrait à l'Hôtel-Dieu de Montréal avec Jeanne Mance pour offrir des soins de santé à la population. C'est ainsi que de 1658 à 1700, elle consacra sa vie à offrir une éducation spirituelle et ménagère aux jeunes filles de la colonie, et ce de manière gratuite.

### Établissement scolaire
En 1658, Marguerite Bourgeoys entre dans ses fonctions d'enseignante en fondant une association appelée congrégation externe, qui vise à éduquer les jeunes filles en plus de venir en aide aux jeunes épouses dans une petite étable qui sert d'école. Elle eut rapidement besoin de soutien en raison d'une demande importante de ses services auprès de la population. C'est ainsi qu'en 1659, elle retourne en Europe afin d'aller chercher quatre Congrégantines qui la suivront à Ville-Marie. Par la suite, elle fonde «La Providence» en 1663, qui sert à former les jeunes filles de milieux défavorisés pour les préparer à leur futur rôle de mère et de ménagère, tout en les hébergeant jusqu'à leur établissement. C'est en 1669 que Monseigneur de Laval approuve officiellement l'œuvre de Marguerite Bourgeoys et de ses associées. En raison de la dispersion de la population, il donne son approbation aux membres de cette association de se déplacer dans l'ensemble du diocèse. Cependant, il faut attendre en 1671 pour que l'association de Marguerite Bourgeoys reçoive l'approbation royale d'instruire les jeunes filles de Montréal. Cinq ans plus tard, soit en 1676, la communauté est désormais reconnue comme étant une communauté religieuse séculière qui porte de nom des Filles séculières de la Congrégation de Notre-Dame  . Avec l'augmentation de la population, la communauté s'élargit, c'est ainsi que neuf établissements virent le jour pendant le Régime français.

## Les Sœurs de la Charité de Montréal (les Sœurs grises)
C'est au Canada en 1738 que fut fondé l'institut des Sœurs de la Charité, aussi appelées «Sœurs grises». En 1737, sa fondatrice, Marguerite D'Youville s'adjoint à trois femmes pour se consacrer au service des pauvres sans qu'il ne s'agisse d'une communauté avec des engagements formels ou ayant un statut particulier. À la suite de l'incendie de leur maison qui servait à accueillir les nécessiteux en 1745, Marguerite D'Youville et ses associées désirent former une nouvelle communauté. Avec l'obtention de l'administration de l'Hôpital général de Montréal et l'évolution de la communauté, Monseigneur de Pontbriand accorde l'approbation canonique aux Sœurs grises en 1755. Elles seront désormais intitulées les «demoiselles de la Charité chargées par Sa Majesté de la direction de l'Hôpital général de Montréal»  .

### Marguerite D'Youville

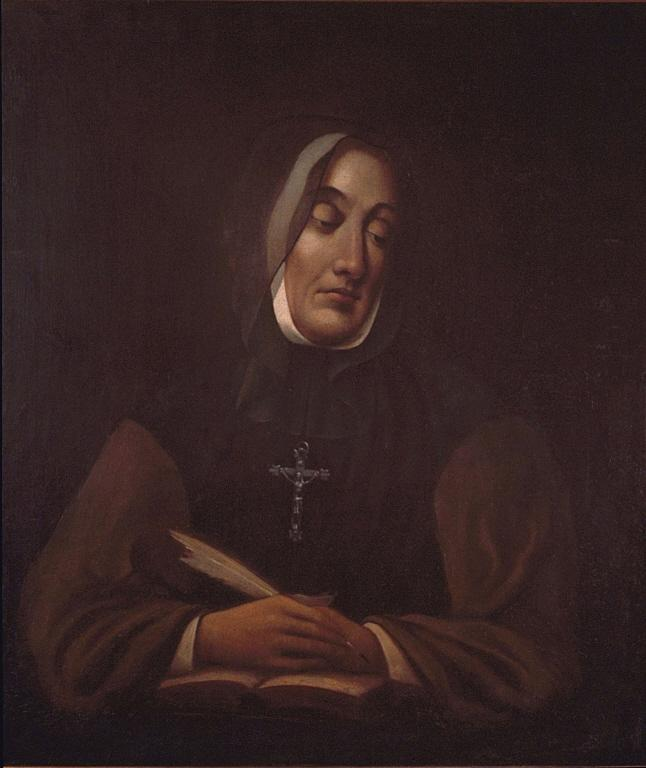
Portrait de Mère Marguerite d'Youville

Marguerite Dufrost de La Jemerrais, dite Marguerite D'Youville, est née à Varennes le 15 octobre 1701 et décède à Montréal le 23 décembre 1771. Cette personnalité religieuse est reconnue pour avoir fondé la communauté des Sœurs de la Charité de Montréal, en plus d'avoir pris en charge l'Hôpital général de Montréal en 1747. Veuve et mère de trois enfants à l'âge de 29 ans, Marguerite D'Youville s'investit dans un commerce qu'elle ouvre pour subvenir aux besoins de son foyer, mais son confesseur qui était le supérieur du séminaire de Ville-Marie, M. Louis Normant, l'encourage à établir une communauté de femmes au service des pauvres en 1737. En prend également en charge, avec l'aide de ses associées, l'administration de l'Hôpital général de Montréal en 1747. Elle s'investit tout au long de sa vie aux soins offerts aux itinérants, aux pauvres, aux vieillards et  aux orphelins de Montréal. De plus, il s'agit de la première personne née au Canada à être canonisée.

### L'Hôpital général de Montréal

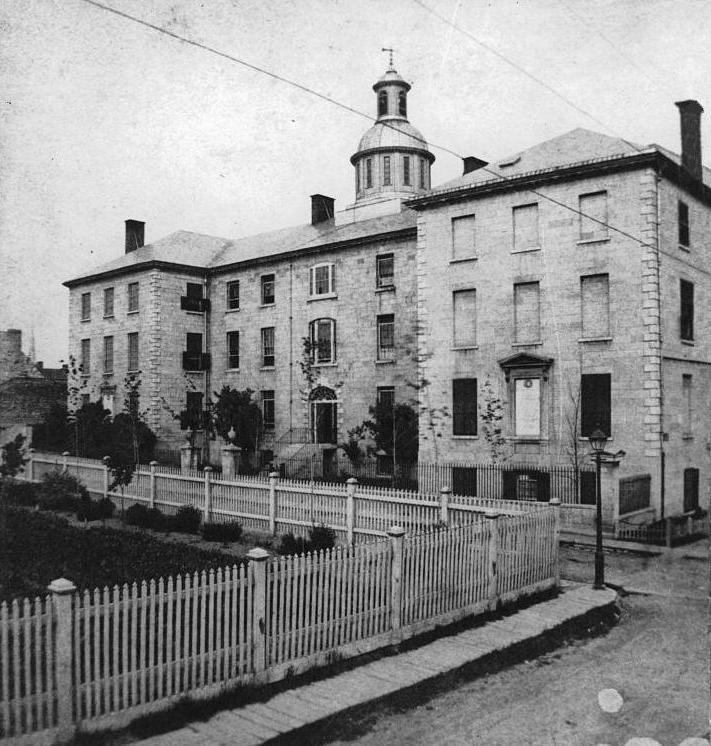
Hôpital général de Montréal en 1875

Avant que les associées de Marguerite D'Youville prennent en charge l'Hôpital général de Montréal, ce dernier appartenait aux Frères Charon. En effet, l'Hôpital fut officiellement fondé en 1694 et avait pour objectif de venir en aide aux membres de la communauté masculine qui ne pouvaient subvenir à leurs besoins, tels que les vieillards, les pauvres et les orphelins. Il s'agissait d'un bâtiment qui leur servait de logis et où ils étaient nourris et obtenaient des soins de santé. En raison de la « fin » de la communauté des Frères Charon en 1745, l'Hôpital général se trouvait sans administrateur, c'est ainsi que sa responsabilité fut confiée de manière temporaire aux Sœurs de la Charité à cette même année. Marguerite D'Youville fut nommée à la tête de l'administration tout au long de sa vie, soit jusqu'en 1771. En 1750, le traité provisoire est annulé, faisait en sorte que les Sœurs de la Charité de Montréal demeurent les responsables de cette institution de manière permanente .
Dès la dissolution de la communauté des Frères Charon, les Sœurs grises obtiennent le statut canonique d'association séculière au sein de l'Église canadienne. Elles offrent ainsi des services aux gens dans le besoin tout en incluant des exercices spirituels quotidiens et accueillent désormais les patientes féminines. L'habit gris qui fut sélectionné par Marguerite D'Youville représentait l'humilité des religieuses de sa communauté qui, pendant plusieurs années, subirent l'hostilité de la population en raison de leur retrait de la société qui était mal vue. De plus, pour répondre aux besoins financiers de l'Hôpital, les Sœurs grises acceptent des contrats de couture qui leur rapporte jusqu'à 30 000 livres par an. Cela permet d'abord de rembourses les dettes engendrées par l'Hôpital, puis de payer les travaux d'agrandissement .

## La dot et l'entrée dans les communautés religieuses
Au départ, l'immigration assurait l'augmentation des effectifs dans les communautés religieuses de femmes; mais rapidement, le principal facteur d'accroissement se trouvait à être l'entrée de jeunes postulantes locales. En effet, à partir de 1690, le pourcentage de relève canadienne supplanta le pourcentage de religieuses venues d'Europe.
L'entrée de jeunes filles dans les institutions religieuses était favorisée par rapport à l'entrée de veuves, qui étaient plus âgées. En effet, il était favorable que les religieuses soient jeunes, afin d'éviter un trop fort taux de mortalité au sein d'une communauté. Pour ce qui est de l'âge d'entrer en religion, l'État laissait aux communautés la liberté de sélectionner l'âge minimal et maximal des postulantes. Pour ce qui est des Ursulines, les femmes devaient être âgées de 15 à 35 ans; pour les Augustines de l'Hôtel-Dieu de Québec et de l'Hôpital général de Québec, elles devaient avoir entre 14 et 40 ans; alors que pour l'Hôtel-Dieu de Montréal, elles devaient avoir au moins 15 ans. Pour ce qui est des communautés de séculières, il n'y avait pas de limite d'âge pour l'entrée en religion .
De plus, lorsque les jeunes filles prenaient l'habit religieux, elles devaient passer un temps de formation qui était appelé le noviciat dans le couvent d'une communauté avant de prononcer les vœux définitifs, qui marquaient l'entrée officielle dans l'Église. Ces jeunes filles appartenaient généralement à de grandes familles, donc faisaient partie de l'élite coloniale. En effet, le prix élevé de la dot empêchait un accroissement trop élevé de religieuses. En 1722, le coût de la dot passa de 3 000 livres à 5 000 livres en raison de l'importance numérique de religieuses, qui inquiétait les autorités. Cela eut pour cause la fermeture de plusieurs noviciats, faisant diminuer considérablement la relève. C'est en 1732 que la dot diminua à 3 000 livres, puisque les effectifs religieux de femmes diminuaient d'année en année. Sous le régime français, le nombre de religieuses passa de six, en 1639, à 247 en 1760 . Pour ce qui est des communautés de séculières, l'entrée dans ces communautés ne nécessite pas de dot avant l'année 1700. En effet, Monseigneur de Saint-Vallier oblige les communautés séculières à réclamer une dot de 2 000 livres .

## Propriétés terriennes des communautés religieuses
La concession de terres aux communautés religieuses féminines du Canada était essentielle pour qu'elles puissent s'établir et s'alimenter. En effet, la compagnie des Cents-Associés accorde en 1639 des terres en franc-alleu aux Ursulines de Québec. En échange, ces dernières devaient organiser une messe solennelle à tous les vingt ans pour la gloire et l'honneur de la France, ainsi qu'à l'établissement de la colonie. Le gouverneur, le lieutenant et les habitants de la colonie étaient invités à y assister. Un exemple avec l'Hôtel-Dieu de Québec permet de prendre connaissance du fait que bien souvent, les institutions religieuses devaient payer les terres sur plusieurs années: «l'arpent et demi que l'Hôtel-Dieu a acheté de Guillaume Couillart en 1644, pour 400 livres, l'hôpital doit encore en 1668 une taxe de quelque 33 livres» . En outre, les institutions religieuses avaient certains privilèges, comme celui d'avoir une exploitation importante de la pêche dont le monopole leur était réservé dans des lieux précis et elles étaient exemptées de redevances. Ce fut d'ailleurs le cas des Ursulines de Québec, ainsi que des Augustines de l'Hôtel-Dieu de Québec et de l'Hôpital général de Québec . Pour ce qui est des communautés religieuses de séculières, telles que la Congrégation de Notre-Dame et les Sœurs de la Charité de Montréal, il s'agissait davantage de paiements en nature. À titre d'exemple, les religieuses offraient du beurre, du blé, du maïs, des chapons vifs ou des poules grasses pour payer leurs terres .